# Hammam Guergour
Hammam Guergour est une commune de la wilaya de Sétif en Algérie, localité montagneuse située entre les Babors et les Hauts Plateaux.
Elle est célèbre grâce à la spécificité de sa source naturelle d'eau chaude à 44 °C, et surtout par son fort taux de radioactivité qui la place au premier rang en Algérie, et au troisième rang mondial.

## Géographie
Hammam Guergour est situé à 50 km au nord-ouest de Sétif, 70 km au nord-est de Bordj Bou Arreridj et à 80 km au sud de Béjaïa.
| Ain legradj • Draa Kebila | Maoklane                  | Bougaa      |
| Harbil                    | Hammam Guergour           | Bougaa      |
| Chefaa (BBA)              | Khelil • Ras el Ain (BBA) | Beni Hocine |

La commune s'étend sur 85,7 km2. D’une manière générale, la commune se caractérise par un relief marqué par des pentes très fortes et des altitudes très élevées dans sa moitié sud.
Elle se caractérise par des altitudes très élevées principalement dans sa moitié sud. En effet l’altitude oscille entre 1 115  et   1 503 mètres, le point le plus bas étant situé au nord-est, alors que le point culminant est situé au sud-ouest de la commune.
Hammam Guergour est situé à 5 kilomètres par la nationale 74 de la commune de Bougaa, et à 50 km au nord-ouest de la ville de Sétif. Le village se trouve à la sortie des gorges traversées par l’oued Bousellam, les deux rives sont reliées par deux ponts, un pont piétonnier et un pont mécanique. Le village est situé à une altitude comprise entre 600  et   1 050 m, dominées notamment par les djebels Kraim el Rar et Tafat culminant à plus de 1 600 mètres.

## Climat
Le climat de la région est méditerranéen, les étés sont chauds et secs et les hivers froids et humides. La région montagneuse reçoit en moyenne 700 mm de pluie annuellement.

## Localités de la commune
La commune de Hammam Guergour est composée des localités et lieux-dits suivants : Aïn Laarous, Aïn Charchara, Azelaf, Bouferoudj (chef-lieu), Boumaza, Cité Aïn El Karma, Hammam Guergour, Kefafsa, Bouiariba, Lemzahdia, Louta N'Tkourt, Ighil Lamri, Gregria, Fouirat Hamzat, Moka, Naidj, Nakhla, Ghayet, Aïchoune, Chabaat Laghrib Oued Sebt, Ouled Ayad, Ouled Berri, Soualem et Tadjel.

## Toponymie
Le nom Guergour est le nom générique des gorges où passe un cours d'eau, ruisselet ou torrent. C'est le gurges des latins, le gour des départements du Midi .

## Économie

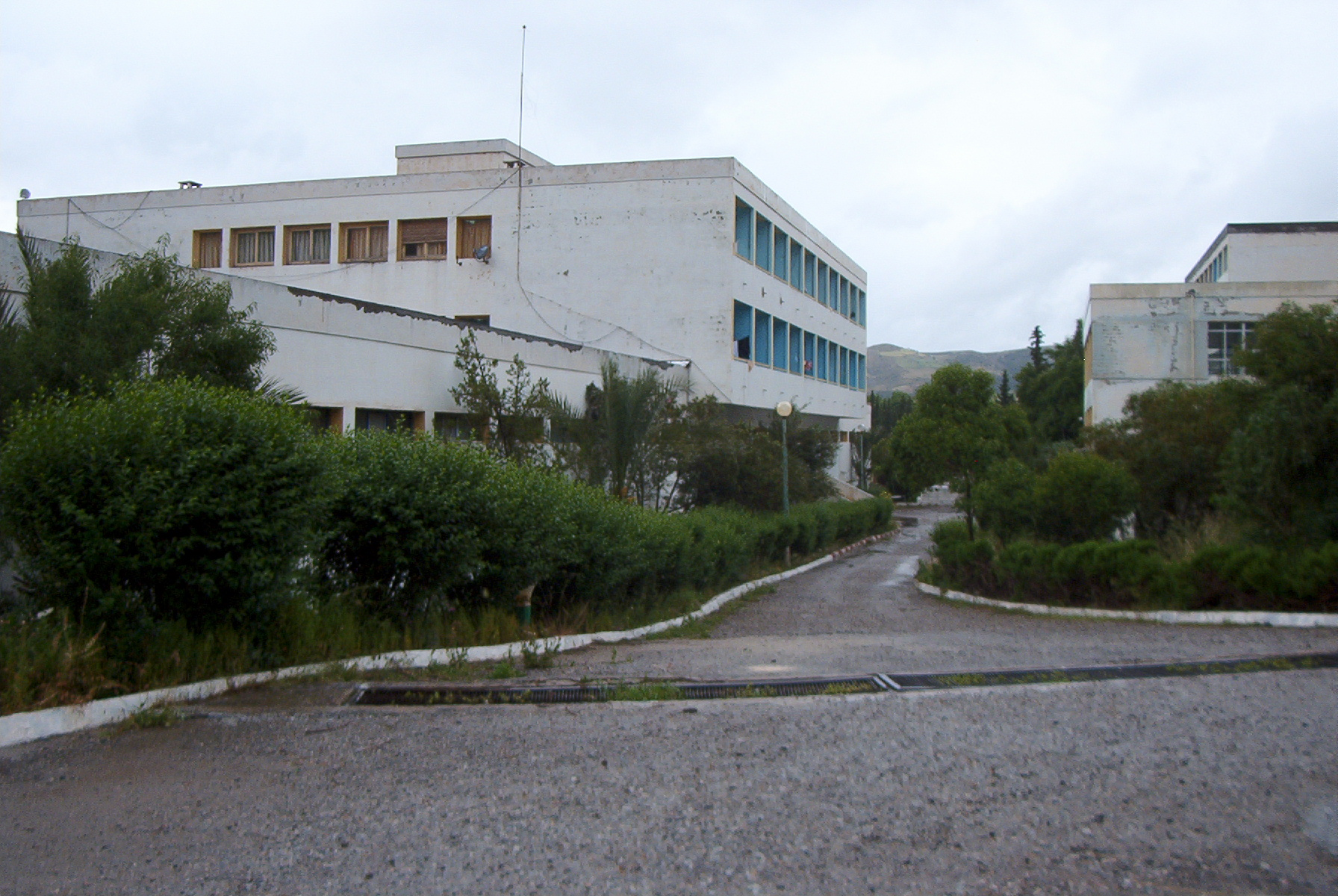
La station thermale de Hammam Guergour

### Tourisme thermal
Hammam Guergour est connue pour sa source thermale d’eau chaude (44 °C), qui la classe au troisième rang mondial par son taux de radioactivité (122 millimicrocuries/l). Aujourd’hui une station thermale accueille les curistes toute l’année[source insuffisante].
Voici sa composition chimique.
| Composants         |                              |
| ------------------ | ---------------------------- |
| Résistivité        | 280,6 ohms                   |
| pH                 | 6,9                          |
| Sulfate            | 1,6 g/l                      |
| Calcium            | 0,58 g/l                     |
| Chlore             | 0,48 g/l                     |
| Sodium             | 0,25 g/l                     |
| Magnésium          | 0,08 g/l                     |
| Silice             | 0,012 g/l                    |
| Température        | 44 °C                        |
| Dioxyde de Carbone | 0,32 g/l                     |
| Radioactivité      | 122 à 150 millimicrocuries/l |